# Conches-sur-Gondoire
Conches-sur-Gondoire is een gemeente in het Franse departement Seine-et-Marne (regio Île-de-France) en telt 1716 inwoners (1999). De plaats maakt deel uit van het arrondissement Torcy en is een van de 26 gemeenten van de nieuwe stad Marne-la-Vallée.

## Geografie
De oppervlakte van Conches-sur-Gondoire bedraagt 1,5 km², de bevolkingsdichtheid is 1144,0 inwoners per km².
De onderstaande kaart toont de ligging van Conches-sur-Gondoire met de belangrijkste infrastructuur en aangrenzende gemeenten.

## Demografie
Onderstaande figuur toont het verloop van het inwonertal (bron: INSEE-tellingen).

1. ↑  Populations de référence 2022.